# Rischio reputazionale
La definizione di rischio reputazionale non è univoca. 
Il fenomeno è studiato prevalentemente in economia da un vasto numero di autori. È chiara la sua correlazione con la nozione di reputazione, nozione che è presente nel diritto dove il concetto è messo in relazione ad alcune fattispecie di reati come quelli di diffamazione e ingiuria; il concetto è presente anche nell'ambito sociologico (si veda la voce reputazione) ed in economia, soprattutto microeconomia e mercati finanziari, dove la nozione di reputazione è indissolubilmente legata alla vita aziendale.

## Storia
Tra i primi a trattare l'argomento in ambito economico si annovera l'illustre economista Alfred Marshall, che nel 1923 sollevò il tema all'interno del rapporto tra notorietà e prezzo. Una ventina d'anni dopo, nel 1951, si può citare ad esempio l'economista Herbert Alexander Simon, il quale affronta l'argomento in relazione ai suoi studi sulle politiche del personale. 
Ma comunque si trattava di interventi ed elaborazioni accademiche che non avevano ancora il pregio di essere adeguatamente strutturate.
La questione venne organicamente affrontata a partire dagli anni Sessanta. Tra gli autori più autorevoli si possono citare accademici come George Stigler, che la definì “persistenza della qualità”: "“Reputation” is a word which denotes the persistence of quality, and reputation commands a price (or exacts a penalty) because it economizes on search"(1961:224), oppure Carl Shapiro secondo cui "it has long been recognised that a firm which has a good reputation owns a valuable asset" (1983:659), o David Kreps che dedicò alla reputazione ed ai rischi reputazionali parte dei suoi studi microeconomici (siamo nel 1993). 
Degni di nota anche i noti lavori di Benjamin Klein e Keith Leffler intorno al loro modello “on contracts between producers and consumers regarding product quality” del 1981 fino a Wallace nel 2003. In Italia, tra i primi lavori in relazione alla marca industriale, si può citare Sergio Papa, o, in ambito bancario, i recenti sforzi teorici di Giampaolo Gabbi, secondo cui la reputazione denota una distinzione competitiva che in termini di rischio diventa “un'alterazione del giudizio e del rapporto fiduciario percepito dalla clientela”. 
Ma sicuramente grande impulso alla ricerca avvenne negli anni Novanta a seguito della decisione del Comitato di Basilea di porre, con Basilea 2, il rischio reputazionale tra i rischi da monitorare a livello bancario. La decisione dei banchieri centrali di allargare le proprie attenzioni, verso l'argomento (naturalmente per ragioni di stabilità economica) ebbe effetti rilevanti.

## La definizione di rischio reputazionale in economia
Almeno sino a tempi recenti, per la maggior parte degli autori, la reputazione è stata valutata come una forma di fiducia verso il futuro, in relazione ad un prodotto, un servizio, una consulenza, una marca, una persona o un'organizzazione. Di conseguenza, il rischio reputazionale è stato tradizionalmente considerato come una perdita di questa fiducia, perdita generata a seguito di una scelta negativa o di un errore operativo. In altri termini, il rischio reputazionale è normalmente considerato un rischio di secondo livello, ovvero derivato da un errore precedente, per la cui gravità o particolarità, si sfocia in una caduta di “fiducia” o “credibilità”.  
Il Comitato di Basilea offre la seguente definizione del rischio reputazionale: “Reputational risk can be defined as the risk arising from negative perception on the part of customers, counterparties, shareholders, investors or regulators that can adversely affect a bank's ability to maintain existing, or establish new, business relationships and continued access to sources of funding (eg through the interbank or securitisation markets). Reputational risk is multidimensional and reflects the perception of other market participants” (BIS, 2009).
Mentre a Banca d’Italia, nella Circolare 263/2006 da sottoporre a valutazione dell'ICAAP (Internal Capital Adequacy Assessment Process), lo definisce come segue: “Il rischio attuale o prospettico di flessione degli utili o del capitale derivante da una percezione negativa dell'immagine della banca da parte di clienti, controparti, azionisti della banca, investitori o autorità di vigilanza” (Banca d'Italia, 2006:20).
Non mancano numerose altre definizioni che mettono in risalto, di volta in volta, l'aspetto reputazionale legato della qualità, oppure alle relazioni con gli stakeholder, al marketing, ai processi legati alla comunicazione aziendale.

## Evoluzioni della ricerca
Tra le ricerche in ambito accademico vi sono studi che offrono interpretazioni alternative sul fenomeno. Tra queste, quella dell'economista italiano Jacopo Schettini Gherardini, il quale sostiene di come si possa parlare di rischio reputazionale primario (non derivato da altri rischi). Egli si sofferma anche sulla confusione esistente tra la nozione di reputazione e quella di conoscenza o tra quella di reputazione e valori etici-morali. Oggi, secondo l'autore, la reputazione “buona” o “cattiva” (in relazione a valori etici-morali) può indifferentemente essere giudicata sia “adeguata” sia “inadeguata” agli obbiettivi che s'intende raggiungere o alla “faccia” che si vuole comunicare. In altri termini, anche la “cattiva” reputazione può essere usata per una determinata finalità economica.
Eliminate le implicazioni morali, l'economista offre la seguente definizione: “la reputazione di un oggetto reputazionale è la risultante, positiva o negativa, di una manifestazione di fiducia – non fondata sulla conoscenza – che un osservatore reputazionale mutua attraverso una misura arbitraria diversa dalla probabilità”. Conseguentemente definisce “il pericolo reputazionale primario come una modifica arbitraria della misura reputazionale. Mentre il rischio reputazionale primario come l'ampiezza di tale modifica (2011:142).”